# Gouverneur-generaal

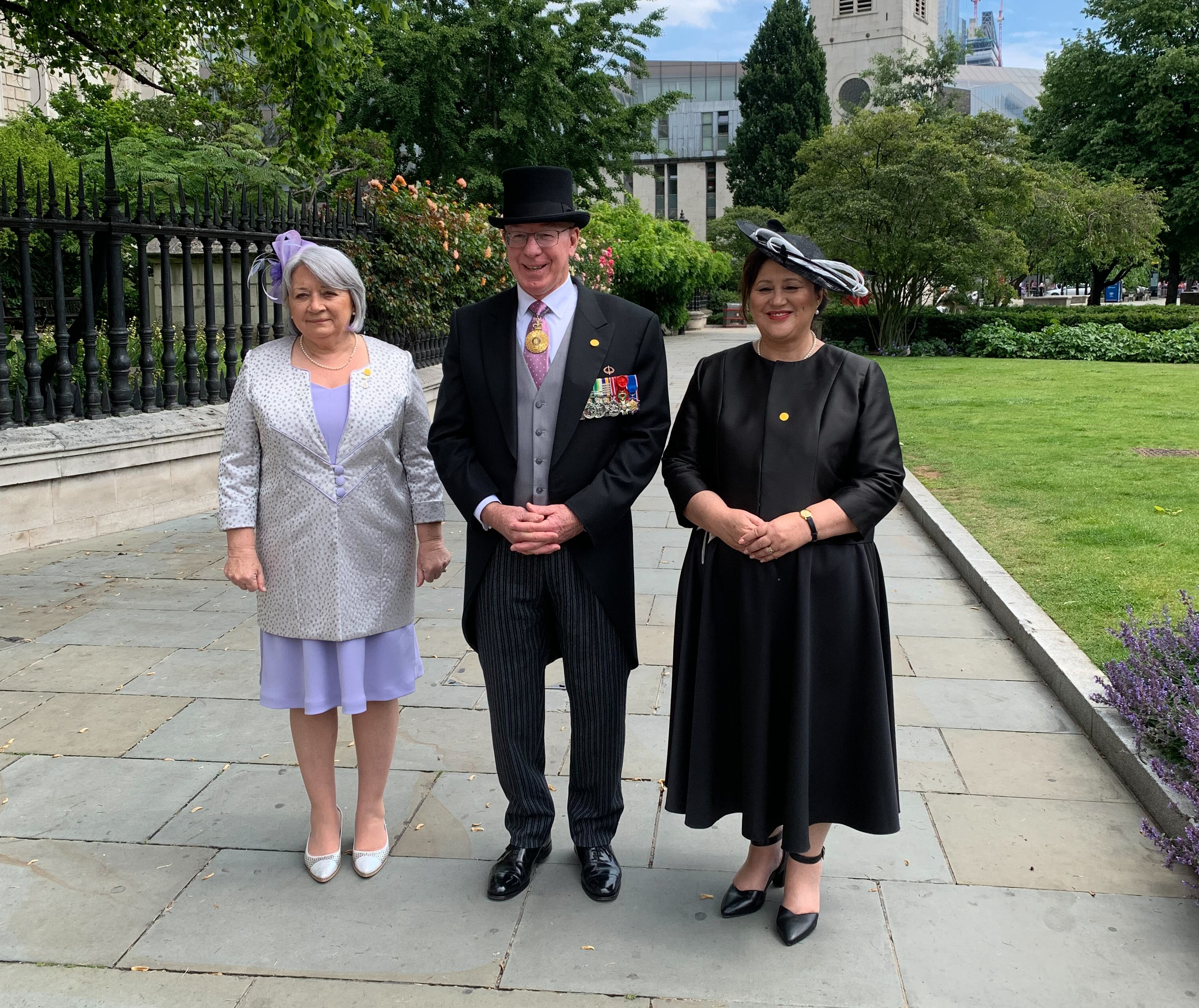
De gouverneurs-generaal van Canada (Mary Simon), Australië (David Hurley) en Nieuw-Zeeland (Cindy Kiro), in Londen in 2022 voor het platina regeringsjubileum van Elizabeth II.

Gouverneur-generaal is in veel onderhorige (speciaal koloniale) gebieden de titel van de hoogste gezagsdrager.

## Filipijnen
De hoogste gezagsdrager van de Filipijnen in de Spaanse koloniale tijd (van 1571 tot 1898) en in de Amerikaanse koloniale tijd van 1898 tot 1935 was een gouverneur-generaal.
De Spaanse gouverneur-generaal werd benoemd door de Spaanse koning. Tot de Britse bezetting van Manilla na de Slag om Manilla in 1762 was de aartsbisschop van Manilla de vervanger van de gouverneur-generaal indien deze kwam te overlijden. Tussen het overlijden en de benoeming en aankomst van de nieuwe gouverneur zat namelijk gewoonlijk enkele jaren, omdat de Manillagaljoenen slechts 1 tot 2 maal per jaar tussen de Filipijnen naar Nieuw-Spanje voeren.
De Amerikaanse gouverneur-generaal werd benoemd door de president van de Verenigde Staten. Deze benoeming moest door de Amerikaanse Senaat goedgekeurd worden. In tegenstelling tot de gouverneurs-generaal van de Britse dominions voerde de gouverneur-generaal van de Filipijnen een actief gezag uit over het land.
Zie ook: Gouverneur-generaal van de Filipijnen (1571-1898) en Gouverneur-generaal van de Filipijnen (1898-1935)

## Nederlands-Indië
In Nederlands-Indië stond het begrip voor het hoofd van bestuur van het gebied, ook wel toean besar genoemd.
Zie ook: Gouverneur-generaal van Nederlands-Indië en de Lijst van gouverneurs-generaal van Nederlands-Indië (1610-1949)

## Suriname
De lijst van gouverneurs van Suriname (1650-1954) bevat een overzicht van de gouverneurs-generaal van de kolonie Suriname (vanaf 1722) tot de instelling van het Statuut voor het Koninkrijk der Nederlanden in 1954.

## Belgisch-Congo
Van de annexatie in 1908 tot de onafhankelijkheid in 1960 stond de gouverneur-generaal aan het hoofd van het bestuur van Belgisch-Congo.
Zie ook: Lijst van koloniale bestuurders van de Onafhankelijke Congostaat en Belgisch Congo

## België
In België is de functie bekend als hoogste gezagsdrager van de Duitse bezetting tijdens de Eerste Wereldoorlog (1914-1918).

## Commonwealth realms
Alle Commonwealth realms, dat zijn de landen waar de Britse monarch (i.c. Charles III van het Verenigd Koninkrijk) ook koning is, hebben vandaag de dag nog een gouverneur-generaal die de koning ter plaatse vertegenwoordigt, met uitzondering van het Verenigd Koninkrijk zelf, aangezien de koning daar resideert. Een gouverneur-generaal wordt informeel soms nog steeds aangeduid met de titel onderkoning.
De huidige gouverneurs-generaal zijn de volgende:
- Antigua en Barbuda: Rodney Williams (lijst)
- Australië: Sam Mostyn (functie - lijst)
- Bahama's: Cynthia A. Pratt
- Belize: Froyla Tzalam (lijst)
- Canada: Mary Simon (functie - lijst)
- Grenada: Cécile La Grenade
- Jamaica: Patrick Allen
- Nieuw-Zeeland: Cindy Kiro
- Papoea-Nieuw-Guinea: Bob Dadae
- Saint Kitts en Nevis: Marcella Liburd (lijst)
- Saint Lucia: Errol Charles
- Saint Vincent en de Grenadines: Susan Dougan (lijst)
- Salomonseilanden: David Tiva Kapu
- Tuvalu: Tofiga Vaevalu Falani

Koninklijke vertegenwoordiging in de bewoonde overzeese gebieden van de Commonwealth realms
- Australische overzeese gebieden: bestuurder (Administrator; Christmaseiland en de Cocoseilanden gemeenschappelijk; Norfolk afzonderlijk). Deze vertegenwoordigt tevens de Australische federale regering, maar is niet de premier.
- Cookeilanden: vertegenwoordiger van de koning (King's Representative)
- Niue en Tokelau: geen vertegenwoordiging
- Britse overzeese gebieden: gouverneur (Governor). Voor de Pitcairneilanden wordt de functie van gouverneur uitgeoefend door de Britse hoge commissaris (equivalent van ambassadeur) in Nieuw-Zeeland.
- Britse Kroonbezittingen: luitenant-gouverneur-generaal (Lieutenant Governor)

De residenties van de Britse gouverneurs en gouverneurs-generaal hebben de naam Government House.

## Rusland
In Rusland staat het begrip voor de bestuurders van de federale districten die het hoogste regeringsniveau vormen. Ze worden benoemd door de president van de federatie en zijn aan deze ook verantwoording schuldig. Ze hebben een coördinerende functie en zijn belast met het op één lijn brengen van lokale wetgeving met de federale wetgeving. Daartoe zijn er in de afgelopen jaren meer dan 1000 lokale wetten geschrapt, hetgeen bijgedragen heeft aan een verbeterde rechtszekerheid in het land.